# Anarchambyx
Anarchambyx is een kevergeslacht uit de familie van de boktorren (Cerambycidae). De wetenschappelijke naam van het geslacht werd voor het eerst geldig gepubliceerd in 2007 door Sama.

## Soorten
Anarchambyx is monotypisch en omvat slechts de volgende soort:
- Anarchambyx pipposamai Sama, 2007